# Alexander Merep
Alexander Merep ist Ibedul (High Chief) von Koror in der Republik Palau.

## Leben
Merep war zunächst Direktor der Koror State Public Land Authority. Er führte den Titel Rechucher-Ra-Techekii bevor er von den weiblichen Mitgliedern der Idid, angeführt von Ochob Katey Ngiraked als neuer Ibedul proklamiert wurde. Die Ernennung wurde von der Gemeinschaft der Ngarameketii (den traditionellen Häuptlingen von Koror) am 22. Februar 2022 angenommen und von den Dorfältesten von Koror bestätigt. Die Sukzession wurde jedoch von seiner Schwester Bilung Gloria Salii angefochten, die ihren Sohn James Lebuu Littler als Ibedul sehen wollte.

## Persönliches
Seine Familie hat englische, chinesische und adlige palauische Vorfahren. Er ist der Bruder der früheren Ibedul von Koror Yutaka Gibbons, und John C. Gibbons und von Bilung Gloria Salii.
| Vorgänger       | Amt                    | Nachfolger |
| --------------- | ---------------------- | ---------- |
| John C. Gibbons | Ibedul von Koror 2022- | —          |